# Valle Verzasca
Het Valle Verzasca is een bergdal in de Tessiner Alpen in het Zwitserse kanton Ticino.
De vallei opent zich in het zuiden net ten oosten van de stad Locarno. In het begin van het dal wordt de rivier de Verzasca gestuwd, waardoor het langgerekte Lago di Vogorno is ontstaan. Vanaf de 220 meter hoge stuwdam wordt gedurende het zomerseizoen gebungeejumpt. De bekendste sprong die hier gemaakt werd was voor een opname van de James Bondfilm GoldenEye. Net voorbij ligt op een berghelling het authentieke bergdorp Corippo.   
Halverwege het dal ligt Lavertezzo, hier heeft de rivier de rotsblokken in de bedding op een bijzonder fraaie manier uitgesleten. Over de Verzasca spant hier een eeuwenoude, uit twee bogen bestaande brug (Ponte dei Salti) die symbool staat voor het dal. 
Achter in het dal ligt het autovrije dorp Sonogno, hier wordt nog op ambachtelijke wijze wol geproduceerd. In het Museo di Valle Verzasca worden onder meer gebruiksvoorwerpen uit de 19de eeuw tentoongesteld. 

## Gemeentes in het Valle Verzasca
- Vogorno
- Corippo
- Lavertezzo
- Brione (Verzasca)
- Gerra (Verzasca)
- Frasco
- Sonogno
- Mergoscia